# Старый Английский двор
Старый Английский двор — архитектурно-историческая достопримечательность Москвы (ул. Варварка, 4А). Памятник гражданской архитектуры XV—XVII веков, резиденция английской торговой Московской компании, а во время посольских миссий — Английский посольский дом. Считается первым официальным представительством иностранной державы, сохранившимся в Москве. Здание, в котором располагается музей, входило ранее в Музейное объединение «Музей Москвы», с сентября 2020 года — объект ландшафтно-архитектурного комплекса парка Зарядье. 

## История здания
Эти белокаменные жилые палаты появились в XV веке и принадлежали постельничему Ивану Бобрищеву, известному также под прозвищем «Юшка». Поскольку последний, видимо, не оставил после себя наследников, в следующем веке здание стало казённым и было несколько перестроено.
В 1553 году сэр Ричард Ченслер открыл северный морской путь, соединяющий Англию с Россией. В 1556 году царь Иван Грозный, заинтересованный в налаживании торговых связей с Европой, «англичан на Москве двором пожаловал», предоставив им право свободной и беспошлинной торговли во всех русских городах, серьёзные таможенные льготы, а также ряд других торговых привилегий. Такое положение вещей послужило основанием для создания в Лондоне в 1555 году торговой Московской компании. Англичане поставляли в Россию оружие, порох, селитру, свинец, оловянную посуду, сукно. Взамен они вывозили древесину, пеньку, канаты, воск, кожи, ворвань, меха. В качестве помещения для московской конторы британским купцам был выделен дом в Зарядье. В 1571 году во время нашествия на Москву хана Девлета Гирея стены и своды палат были повреждены, но вскоре их отстроили и расширили.
Как и многие купеческие дома той эпохи, здание сочетало парадные покои с обширными складскими и хозяйственными помещениями (товары с помощью простого блока поднимались вдоль стены к окну склада). На своё содержание английское посольство ежедневно получало четверть быка, 4 барана, 12 кур, 2 гуся, одного зайца или тетерева, 62 хлебных каравая, 50 яиц, четверть ведра средиземноморского вина, 3/4 ведра пива, полведра водки и 2 ведра мёда.
Постепенно английские купцы приобрели исключительное положение на русском рынке, в тот момент практически закрытом и не вовлечённом в морскую торговлю с европейскими странами. Британская Московская компания открыла свои подворья во многих русских городах, включая Великий и Нижний Новгород. Английские купцы вели активную торговлю с местными жителями, налаживали собственное производство канатов, поставляя военные припасы и корабельные снасти русской армии и английскому флоту. Наконец, началось экономическое освоение англичанами Русского Севера, откуда Московская компания продолжала снаряжать экспедиции на восток вдоль арктических берегов. Предпринимались также попытки пробиться вниз по Волге в поисках новых путей, ведущих в Индию. Московская компания даже смогла благополучно пережить Смутное время.
Деятельность компании оказала существенное влияние на формирование имиджа России в Европе. В 1598 году Ричард Хаклюйт опубликовал в Лондоне многотомный труд, в котором среди отчётов многочисленных английских экспедиций внушительное место занимали рассказы англичан о России. В начале XVII века в библиотеках обеих стран появляются первые англо-русские словари. Постепенно увеличивается число английских книг в частных библиотеках русских бояр, а в Англию попадают рукописные книги на русском. В 1612 году после освобождения Москвы от поляков к палатам с северной и южной сторон пристроили сени; в это же время южный фасад, бывший тогда главным, получил новое архитектурное оформление. В 1636 году компания приобретает в Москве ещё одно подворье, более крупное — Новый Английский двор в Белом городе, у Ильинских ворот. С тех пор владение на Варварке получает соответствующее добавление к имени и начинает именоваться Старым Английским двором.
Торговые отношения с Англией были разорваны в 1649 году, когда казнь в Великобритании короля Карла I спровоцировала глубокий дипломатический кризис между Россией и Англией. По указу царя Алексея Михайловича британские торговые и дипломатические представители были выдворены из страны, а имущество Московской компании конфисковано.
После англичан палатами в течение 20 лет владел родственник царя боярин И. А. Милославский, который выкупил усадьбу у казны за 500 рублей. После смерти Милославского палаты снова перешли в собственность государства и были отписаны в Посольский приказ, а в конце XVII века были выделены под подворье Нижегородского митрополита. В начале XVIII века царь Пётр I организовал здесь одну из первых в России Арифметических школ. В середине XVIII века палаты перешли в частное владение, и на протяжении XVIII—XX веков зданием владели представители различных купеческих фамилий (Солодовниковых, Милас и др.). Различные владельцы постоянно перестраивали здание, и к середине XX века палаты Старого Английского двора на Варварке окончательно потеряли свой изначальный вид и считались безвозвратно утраченными. В советское время дом использовался под жилые квартиры и различные учреждения. С 1949 по 1966 год здесь размещалась Библиотека иностранной литературы.
В середине 1960-х, когда много зданий в Зарядье уже было снесено для сооружения 8-й сталинской высотки (впоследствии так и не возведённой), реставратор Пётр Барановский обнаружил за поздними наслоениями этот памятник истории и культуры. Барановский настоял на сохранении памятника, так как на его месте предполагалось строительство автомобильного пандуса. В ходе проведённого им в 1968—1969 годах исследования была выявлена историческая основа памятника, скрытая конструкциями поздних пристроек, и проведено её всестороннее изучение. Затем на основе собранной информации в 1970—1972 годах палатам был возвращён (с определённой долей приближения) облик, который они имели в конце XVI века (авторы проекта реставрации И. И. Казакевич, Е. П. Жаворонкова). По сохранившимся в самой кладке стен данным были восстановлены растёсанные в более позднее время оконные и дверные проемы, а также утраченные элементы декора. Там, где свидетельства наиболее древних форм не сохранились вообще, были оставлены поздние перестройки. К примеру, на восточном фасаде здания были оставлены широкие оконные проёмы конца XVIII века.
18 октября 1994 года состоялось торжественное открытие музея «Старый Английский двор», ставшего филиалом Музея истории Москвы. Королева Великобритании Елизавета II и её супруг принц Филипп, пребывавшие в эти дни с официальным визитом в России, приняли личное участие в открытии музея.
В парадном зале Старого Английского двора — Казённой палате — регулярно проходят концерты старинной музыки.

## Фотографии интерьера
- Казённая палата
- Казённая палата
- Изразцовая печь в казённой палате